# Before I Self Destruct
"Before I Self Destruct" é o quarto álbum de estúdio do cantor de Hip hop estadunidense 50 Cent, lançado em 9 de novembro de 2009, pelas editoras discográficas; Shady Records, Aftermath Entertainment e Interscope Records. O álbum foi o ultimo do artista lançado pelas gravadoras Shady Records, Aftermath Entertainment e Interscope Records. Foi lançado um longa-metragem nomeado Before I Self Destruct que vinha como brinde com a versão fisica do disco.

## Antecedentes
Inicialmente, Before I Self Destruct foi planejado para ser álbum em 2007, para o qual o rapper confirmou que já tinha completado doze canções. No entanto, decidiu lançar Curtis, adiando a data do lançamento de Before I Self Destruct para 2008.
Numa entrevista no tapete vermelho, 50 Cent declarou que enquanto estava trabalhando no álbum, escreveu, produziu e dirigiu seu primeiro filme dizendo que o lançamento do filme iria coincidir com o lançamento do álbum.

## Singles
No início de outubro de 2008, o primeiro single promocional intitulado "Get Up", com produção creditada a Scott Storch, foi liberado através da comunidade oficial de 50 Cent na internet, ThisIs50.com, então a sua conta do YouTube, porém mais tarde foi removido do YouTube. A promo do segundo single, "I Get It In", foi lançada no início de janeiro de 2009, com produção creditada ao Dr. Dre. O primeiro single oficial foi confirmado e liberado, intitulado "Ok, You're Right", com produção novamente de Dr. Dre. O segundo single oficial, com Ne-Yo, foi lançado no início de setembro de 2009, intitulado "Baby by Me", que apresenta uma sample de uma canção anterior de 50 Cent, "I Get Money". Ele afirmou que estaria no álbum, apesar de não confirmado oficialmente como single, intitulado "Crime Wave", e que acabou lançado no final de outubro de 2009. O terceiro single oficial, "Do You Think About Me" e o quarto single, "Get It Hot" com participação de Lloyd Banks foram confirmadas pelo rapper.

## Desempenho comercial
O álbum vendeu cerca de 160,000 cópias em sua primeira semana e estreou na quarta posição na Billboard 200. em janeiro de 2010 o álbum foi certificado disco de ouro no Estados Unidos por ter vendido mais de 500,000 copias no país.

## Faixas
| N.º | Título                             | Produtor               | Duração |  |
| 1.  | "The Invitation"                   | Ty Fyffe               | 2:54    |  |
| 2.  | "Then Days Went By"                | Lab Ox                 | 3:44    |  |
| 3.  | "Death to My Enemies"              | Dr. Dre, Mark Batson   | 3:46    |  |
| 4.  | "So Disrespectful"                 | Tha Bizness            | 3:39    |  |
| 5.  | "Psycho" (com Eminem)              | Dr. Dre                | 4:45    |  |
| 6.  | "Hold Me Down"                     | Team Ready, J Keys     | 3:19    |  |
| 7.  | "Crime Wave"                       | Team Demo              | 3:44    |  |
| 8.  | "Stretch"                          | Rick Rock              | 4:07    |  |
| 9.  | "Strong Enough"                    | Nascent, QB Da Problem | 3:02    |  |
| 10. | "Get It Hot"                       | Black Key              | 2:59    |  |
| 11. | "Gangsta's Delight"                | Havoc                  | 3:14    |  |
| 12. | "I Got Swag"                       | Dual Output            | 3:34    |  |
| 13. | "Baby by Me" (com Ne-Yo)           | Polow da Don           | 3:33    |  |
| 14. | "Do You Think About Me"            | Rockwilder             | 3:26    |  |
| 15. | "Ok, You're Right"                 | Dr. Dre, Mark Batson   | 3:04    |  |
| 16. | "Could've Been You" (com R. Kelly) | DJ Khalil              | 4:20    |  |

Faixas bônus iTunes
| N.º | Título                        | Duração |  |
| 17. | "Flight 187"                  | 4:10    |  |
| 18. | "Baby by Me" (com Jovan Days) | 3:33    |  |

## Desempenho nas paradas
| Paradas (2009)                          | Melhor posição |
| --------------------------------------- | -------------- |
| Estados Unidos (Billboard 200)          | 5              |
| Estados Unidos (Top R&B/Hip Hop Albums) | 1              |
| Reino Unido (UK Albums Chart)           | 22             |